# Communauté de communes du Pays de Bourbriac
La communauté de communes du Pays de Bourbriac est une ancienne communauté de communes française, située dans le département des Côtes-d'Armor, en région Bretagne.

## Histoire
La communauté de communes du Pays de Bourbriac a été créée le 29 décembre 1993 et a succédé au SIVOM de Bourbriac.
Elle disparait le 31 décembre 2016 en fusionnant avec six communautés de communes pour former une nouvelle communauté d'agglomération, sous le nom de Guingamp Paimpol Armor Argoat Agglomération.

## Territoire communautaire

### Géographie
Partagée entre le Trégor et la Cornouaille, la communauté de communes du Pays de Bourbriac était membre du Pays de Guingamp au sens de la loi Voynet et regroupait les sept communes du canton de Bourbriac, deux communes du canton de Guingamp (Coadout et Moustéru) et une commune, Kerpert, du canton de Saint-Nicolas-du-Pélem.

### Composition
Elle était composée des 10 communes suivantes :
| Nom               | Code Insee | Gentilé          | Superficie (km2) | Population (dernière pop. légale) | Densité (hab./km2) |
| ----------------- | ---------- | ---------------- | ---------------- | --------------------------------- | ------------------ |
| Bourbriac (siège) | 22013      | Briacins         | 71,86            | 2 323 (2014)                      | 32                 |
| Coadout           | 22040      | Coadoutais       | 9,73             | 574 (2014)                        | 59                 |
| Kerien            | 22088      | Kérinois         | 21,88            | 277 (2014)                        | 13                 |
| Kerpert           | 22092      | Kerpertois       | 21,00            | 284 (2014)                        | 14                 |
| Magoar            | 22139      | Magoariens       | 7,79             | 88 (2014)                         | 11                 |
| Moustéru          | 22156      | Moustérusiens    | 14,28            | 683 (2014)                        | 48                 |
| Plésidy           | 22189      | Plésidiens       | 25,79            | 616 (2014)                        | 24                 |
| Pont-Melvez       | 22249      | Pont-Melvéziens  | 22,98            | 638 (2014)                        | 28                 |
| Saint-Adrien      | 22271      | Saint-Adriennais | 9,93             | 362 (2014)                        | 36                 |
| Senven-Léhart     | 22335      | Senvenais        | 12,50            | 232 (2014)                        | 19                 |

### Démographie
| 1999  | 2006  | 2009  | 2011  | 2012  |
| ----- | ----- | ----- | ----- | ----- |
| 5 839 | 6 074 | 6 122 | 6 182 | 6 175 |

## Administration

### Siège
Le siège de la communauté de communes était à Bourbriac, 1 rue de Tournemine.

### Conseil communautaire
Les 28 conseillers titulaires étaient répartis selon le droit commun comme suit :
| Nombre de conseillers | Communes                                             |
| --------------------- | ---------------------------------------------------- |
| 6                     | Bourbriac                                            |
| 3                     | Coadout, Moustéru, Plésidy, Pont-Melvez              |
| 2                     | Kerpert, Kerien, Magoar, Saint-Adrien, Senven-Léhart |

### Élus
La communauté de communes était administrée par un conseil communautaire constitué en 2014 de 28 conseillers communautaires.
À la suite des élections municipales de 2014 dans les Côtes-d'Armor, le conseil communautaire du 14 avril 2014 avait réélu sa présidente, Claudine Guillou, conseillère municipale de Bourbriac, ainsi que ses 3 vice-présidents et 4 vice-présidents délégués. La liste des vice-présidents était alors la suivante :
|     | Attributions                                                         | Identité             | Qualité                           |
| --- | -------------------------------------------------------------------- | -------------------- | --------------------------------- |
| 1er | Voirie, travaux et parc matériel                                     | Yannick Dolo         | Maire de Magoar                   |
| 2e  | Enfance, jeunesse et politique de l'habitat                          | Patrick Le Floc'h    | Conseiller municipal de Bourbriac |
| 3e  | Services à la personne                                               | Jean-Paul Le Moigne  | Maire de Kerpert                  |
| 4e  | Gestion des déchets                                                  | Marie-Thérèse Scolan | Maire de Pont-Melvez              |
| 5e  | Eau, environnement et assainissement non collectif                   | Jean-Pierre Giuntini | Maire de Coadout                  |
| 6e  | Activités économiques, zones d'activités et bâtiments communautaires | Gérard Hervé         | Maire de Moustéru                 |
| 7e  | Animation du territoire                                              | Denis Henry          | Adjoint au maire de Kérien        |

### Liste des présidents
| Période                                    | Période              | Identité          | Étiquette | Qualité                                                                      |
| ------------------------------------------ | -------------------- | ----------------- | --------- | ---------------------------------------------------------------------------- |
| Syndicat intercommunal à vocation multiple |                      |                   |           |                                                                              |
| Les données manquantes sont à compléter.   |                      |                   |           |                                                                              |
| ca. 1990                                   |                      | Roger Le Berre    | PS        | Maire de Bourbriac (1989 → 1995)                                             |
| Communauté de communes                     |                      |                   |           |                                                                              |
| décembre 1993                              | octobre 2012 (décès) | Yvon Philippe     | PS        | 1er adjoint au maire de Coadout (1989 → 2001) Maire de Coadout (2001 → 2012) |
| novembre 2012                              | décembre 2016        | Claudine Guillou, | PS        | Conseillère municipale de Bourbriac                                          |

### Compétences
Pour la gestion des déchets, la communauté de communes était adhérente au Smitred Ouest d'Armor et désignait des délégués pour siéger au Comité Syndical de celui-ci. Les déchets étaient traités dans les différentes installations du Smitred Ouest d'Armor.